# منطاد كشاف

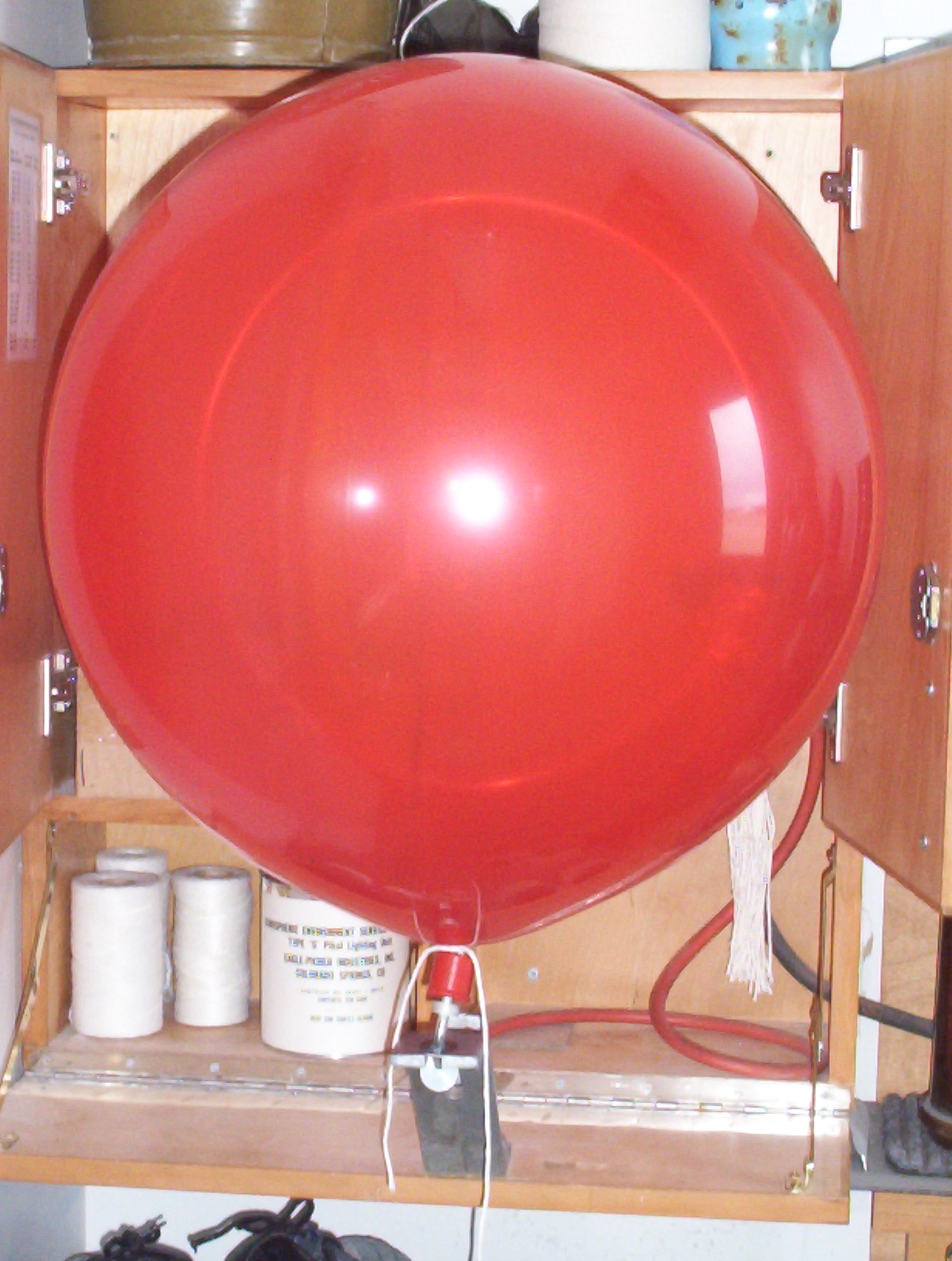
منطاد كشاف

منطاد كشاف  (Pilot balloon) هو منطاد صغير من المطاط مملوء بالهيدروجين يستخدم لمعرفة اتجاه الرياح العلوية وسرعتها.

## راجع أيضا
- منطاد المراقبة

## المصدر
- المعجم الجغرافي المناخي